# 沃罗涅日雷达
沃罗涅日雷达是俄罗斯现役的预警雷达，可提供弹道导弹和飞行器的远距离预警侦测，首个雷达站于2009年在圣彼得堡投入使用。俄罗斯已同意帮助印度建造相关雷达以监控来自中国和巴基斯坦的威胁。